# Justin Bijlow
Justin Bijlow, né le 22 janvier 1998 à Rotterdam aux Pays-Bas, est un footballeur néerlandais qui évolue au poste de gardien de but au Feyenoord Rotterdam.

## Biographie

### Feyenoord Rotterdam
Né à Rotterdam aux Pays-Bas, Justin Bijlow est formé par l'un des clubs de sa ville natale, le Feyenoord Rotterdam. Le 13 août 2017, il joue son premier match en professionnel, lors d'une rencontre d'Eredivisie face au FC Twente. Rencontre remportée par son équipe sur le score de deux buts à un.
Il commence la saison 2018-2019 comme titulaire dans le but du Feyenoord lors de la Supercoupe des Pays-Bas, où Feyenoord sort vainqueur. Le 25 octobre 2018, il prolonge son contrat avec son club formateur jusqu'en juin 2023,.
En 2019, sa progression est freinée par les blessures, notamment une fracture d'un métatarsien en janvier 2019, qui le tient éloigné des terrains jusqu'à la fin de la saison, puis une blessure au coude.
C'est à la suite du départ de Kenneth Vermeer, l'habituel titulaire dans le but de Feyenoord, que Bijlow est propulsé numéro un par son entraîneur Dick Advocaat.
Le 11 novembre 2023, Bijlow prolonge son contrat avec le Feyenoord d'un an, étant désormais lié au club jusqu'en juin 2026.

### Avec les équipes de jeunes
Justin Bijlow commence sa carrière internationale avec l'équipe des Pays-Bas des moins de 16 ans. Il joue au total trois matchs avec cette sélection tous en 2014.
Avec les moins de 17 ans, il participe au championnat d'Europe des moins de 17 ans en 2014. Lors de cette compétition organisée à Malte, il doit se contenter du banc des remplaçants. Les Pays-Bas s'inclinent en finale face à l'Angleterre après une séance de tirs au but. L'année suivante, il dispute de nouveau le championnat d'Europe des moins de 17 ans, qui se déroule en Bulgarie. Il est cette fois-ci titulaire et joue les trois matchs de son équipe. Avec un bilan de trois nuls, les Néerlandais ne parviennent pas à dépasser le premier tour du tournoi.
Avec les moins de 19 ans, il dispute le championnat d'Europe des moins de 19 ans en 2017. Lors de cette compétition organisée en Géorgie, il est titulaire et officie même comme capitaine. Les Néerlandais s'inclinent en demi-finale face au Portugal.
Le 6 octobre 2017, Justin Bijlow joue son premier match avec l'équipe des Pays-Bas espoirs face à la Lettonie. Il est titularisé et son équipe s'impose par trois buts à zéro. 
Avec les espoirs, Bijlow participe au championnat d'Europe espoirs en 2021. Si Kjell Scherpen est titularisé lors de la phase de groupe, c'est Bijlow qui garde les buts néerlandais lors de la phase à élimination direct, contre la France en quarts de finale (victoire 2-1 des Pays-Bas) et lors de la demi-finale perdue face à l'Allemagne (1-2 score final).

### Avec les A
Vu comme l'avenir de la sélection Oranje au poste de gardien de but, notamment par Dick Advocaat, Bijlow est pressenti en février 2020 pour intégrer prochainement la sélection nationale A dirigée par Ronald Koeman. En septembre 2020, certains observateurs s'interrogent sur sa non sélection avec l'équipe A au vu de ses performances en club.
Bijlow honore finalement sa première sélection avec l'équipe nationale des Pays-Bas le 1er septembre 2021 contre la Norvège. Il est titularisé dans les buts des Oranje et les deux équipes se neutralisent (1-1),.
Le 11 novembre 2022, Bijlow est sélectionné par Louis van Gaal pour participer à la Coupe du monde 2022. Il ne joue toutefois aucun match lors de cette compétition, le titulaire au poste de gardien de but étant Andries Noppert.
Le 14 juin 2023, le sélectionneur Ronald Koeman annonce que Bijlow est le nouveau gardien titulaire de l'équipe nationale des Pays-Bas.
Le 29 mai 2024, il figure dans la liste des 26 joueurs néerlandais retenus par Ronald Koeman pour participer à l'Euro 2024. 

## Statistiques
| Saison                | Club                  | Championnat           | Championnat | Championnat | Coupe(s) nationale(s) | Coupe(s) nationale(s) | Supercoupe | Supercoupe | Compétition(s) continentale(s) | Compétition(s) continentale(s) | Compétition(s) continentale(s) | Play-offs | Play-offs | Total | Total |
| Saison                | Club                  | Division              | M.          | B.          | M.                    | B.                    | M.         | B.         | Comp.                          | M.                             | B.                             | M.        | B.        | M.    | B.    |
| 2017-2018             | Feyenoord Rotterdam   | Eredivisie            | 3           | 0           | -                     | -                     | -          | -          | C1                             | -                              | -                              | -         | -         | 3     | 0     |
| 2018-2019             | Feyenoord Rotterdam   | Eredivisie            | 16          | 0           | -                     | -                     | 1          | 0          | C3                             | 1                              | 0                              | -         | -         | 18    | 0     |
| 2019-2020             | Feyenoord Rotterdam   | Eredivisie            | 7           | 0           | 3                     | 0                     | -          | -          | C3                             | -                              | -                              | -         | -         | 10    | 0     |
| 2020-2021             | Feyenoord Rotterdam   | Eredivisie            | 14          | 0           | -                     | -                     | -          | -          | C3                             | 3                              | 0                              | 2         | 0         | 19    | 0     |
| 2021-2022             | Feyenoord Rotterdam   | Eredivisie            | 22          | 0           | 1                     | 0                     | -          | -          | C4                             | 12                             | 0                              | -         | -         | 35    | 0     |
| 2022-2023             | Feyenoord Rotterdam   | Eredivisie            | 25          | 0           | 1                     | 0                     | -          | -          | C3                             | 8                              | 0                              | -         | -         | 34    | 0     |
| 2023-2024             | Feyenoord Rotterdam   | Eredivisie            | 17          | 0           | 2                     | 0                     | 1          | 0          | C1                             | 4                              | 0                              | -         | -         | 24    | 0     |
| 2024-2025             | Feyenoord Rotterdam   | Eredivisie            | 4           | 0           | 2                     | 0                     | -          | -          | C1                             | 1                              | 0                              | -         | -         | 7     | 0     |
| Total sur la carrière | Total sur la carrière | Total sur la carrière | 108         | 0           | 9                     | 0                     | 2          | 0          | -                              | 29                             | 0                              | 2         | 0         | 150   | 0     |

## Palmarès
| Feyenoord - Championnat des Pays-Bas (1) : - Vainqueur en 2023. - Coupe des Pays-Bas (1) : - Vainqueur en 2018. - Supercoupe des Pays-Bas (1) : - Vainqueur en 2018. |  | Pays-Bas -17 ans - Euro -17 ans : - Finaliste : 2014. |